# アンナ・シルク
アンナ・シルク（Anna Silk、1974年1月31日 - ）は、カナダの女優。

## 出演作品
- ロスト・ガール シーズン1 - 5 (2010 - 2015)
- ゴースト　～天国からのささやき シーズン4
- アルマゲドン2007（ブリナ）
- スコットと朝食を（ミア）
- ジョン・ウォーターズ in DEATH13
- ＬＯＶＥルールズ